# Universidade Técnica de Luleå
A Universidade Técnica de Luleå (LTU; em sueco: Luleå tekniska universitet; em inglês:  Luleå University of Technology;  PRONÚNCIA)  é uma instituição de ensino superior na cidade de Luleå, na Suécia.    
É a universidade mais ao norte do país. 

Suas instalações principais estão situadas em Luleå, na província de Norrbotten, dispondo ainda de filiais em Skellefteå, Piteå e Kiruna. 

É frequentada por 15 500 estudantes, dos quais 579 doutorandos, e conta com 1 650 funcionários. 

Colabora em projetos de investigação com empresas como Ericsson, Scania, LKAB, Airbus, Bosch, SKF, Boliden, Vattenfall, Trafikverket, Volvo, Metso. 

Coopera com universidades como Monash, Polytechnique Montreal Reaserch Institute for Mines and Environments e Stanford.